# Ecdicius
Ecdicius war ein weströmischer Offizier (magister militum) im 5. Jahrhundert.
Ecdicius stammte aus der Auvergne und war ein Sohn des weströmischen Generals und Kaisers Avitus. Damit entstammte er der gallorömischen Senatsaristokratie. Sein Schwager war Sidonius Apollinaris, dessen Briefe eine wichtige Quelle für diese Phase des spätantiken Galliens darstellen, der Ecdicius’ Schwester Papianilla geheiratet hatte. Beide waren auch offenbar gut miteinander befreundet.
Im Jahr 471 soll er mit nur wenigen Männern Clermont-Ferrand erreicht haben, das damals von den Westgoten belagert wurde. Ecdicius hob auf eigene Kosten Truppen aus und organisierte den Widerstand. Wohl für diese Tat versprach ihm der damalige Kaiser Anthemius den hohen Titel eines Patricius, doch starb Anthemius kurz darauf. Den Krieg gegen die Goten führte Ecdicius auf eigene Faust weiter, ohne dass er ein militärisches Amt bekleidete. 473 versorgte er mehrere Tausend hungrige Menschen mit Nahrung von seinen eigenen Gütern. Kurz darauf stießen die Westgoten Richtung Arles und Marseille vor, beide Städte fielen. Ecdicius wich in das Territorium der Burgunden aus, wo er auch Güter besaß.
Ende 474 wurde ihm vom neuen Kaiser Julius Nepos der Patriciustitel verliehen, er wurde außerdem zum magister militum (Heermeister) für Gallien ernannt. 475 schloss Nepos einen Vertrag mit den Westgoten und gab die Auvergne preis. Ecdicius musste sich zurückziehen und wurde durch Orestes ersetzt, der sich nun gegen den Kaiser erhob und Nepos zur Flucht zwang.